# Rittergut Sienno

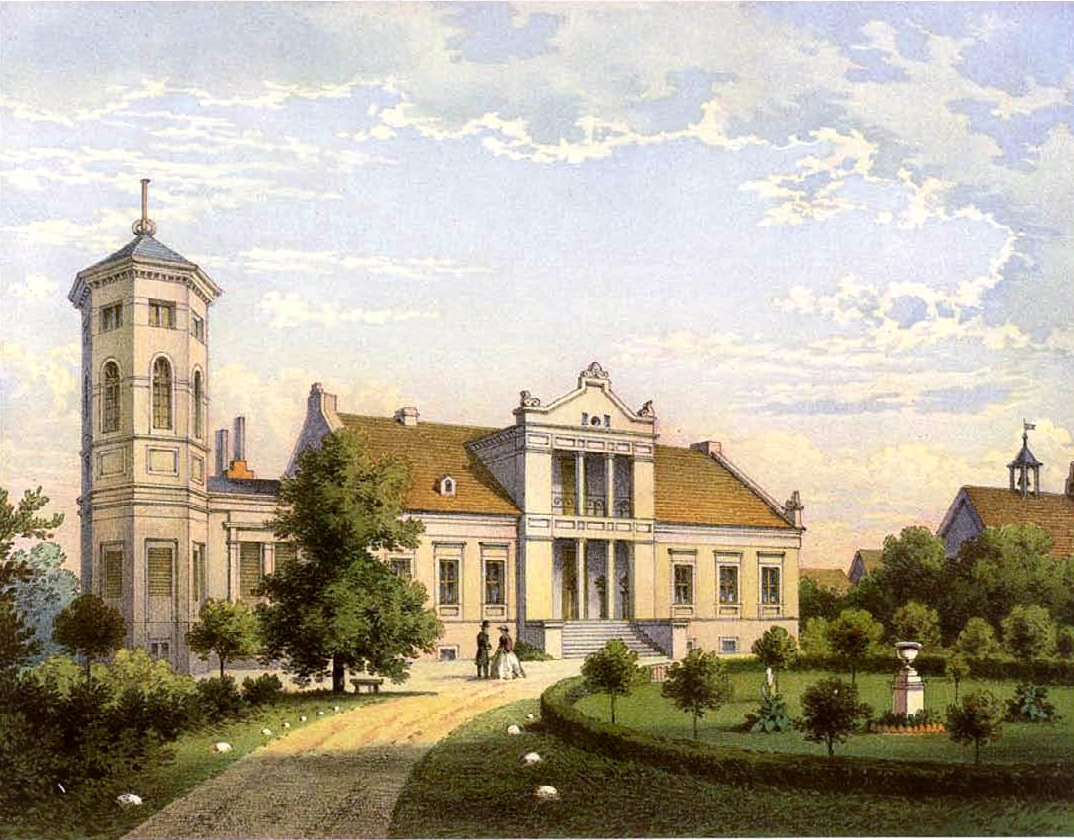
Gut Sienno um 1860, Sammlung Alexander Duncker

Das Rittergut Sienno war ein Rittergut in Sienno (heute Teil von Gmina Dobrcz) in der Provinz Posen.

## Geschichte
1834 erwarb der preußische Hauptmann Wilhelm von Born das heruntergekommene Rittergut und betrieb es wirtschaftlich erfolgreich. Das Gut war ein landtagsfähiges Rittergut und berechtigte zur Teilnahme an der Wahl der Vertreter der Ritterschaft im Kreis Bromberg und Kreis Mogilno zum Provinziallandtag der Provinz Posen. 1854 wurde Wilhelm von Born in den Provinziallandtag gewählt. Nach dessen Tod 1876 ging das Gut in den Besitz von Friedrich von Fallois über, der sich danach Friedrich von Born-Fallois nannte. Dieser war ebenfalls politisch tätig und wurde 1896 aufgrund der Präsentation des Ritterstandes Mitglied im Preußischen Herrenhaus. Nach dessen Tod erbte sein Sohn Wilhelm von Born-Fallois das Rittergut. Nach dem Übergang des Gebietes an das neugegründete Polen erlosch die Sonderstellung als Rittergut 1918.

## Beschreibung
Das Rittergut hatte 1883 die Größe von 846,83 Hektar, davon 718,48 ha Ackerland, 110,31 ha Wiesen, 13,11 ha Weiden und 4,93 Hofräume und anderes. Der Grundsteuer-Reinertrag betrug 16.035 Mark. Schwerpunkt des Betriebs war die Züchtung von Holländer Rindvieh und ostpreußischen Pferden.